# Білл Кондон
Вільям «Білл» Кондон (англ. William «Bill» Condon; нар. 22 жовтня 1955, Нью-Йорк, США) — американський сценарист і режисер. Лауреат премії «Оскар» за написання сценарію до драми «Боги і монстри» (1998).

## Біографія
Білл Кондон почав свою кар'єру сценариста як письменник сценаріїв для низькобюджетних фільмів, таких, як «Дивна поведінка» (1981) і «Дивні прибульці» (1983). Його режисерським дебютом була картина «Сестро, сестро» (1987), готична містерія, в якій грали Ерік Штольц і Дженіфер Джейсон Лі.
Після цього Кондон зняв кілька трилерів для ТБ, включаючи «Вбивство N 101» (1990), у якому грав Пірс Броснан. У цей період він також написав сценарій для трилера «F/X2» (1991), який режисирував Річард Франклін.
Після знімання фільму «Кендімен: Прощання з плоттю» (1995), що став наслідуванням фільму жахів Бернарда Роуза, Білл Кондон стає відомим. Ще більшу популярність він заробив своїм наступним фільмом «Боги і монстри», який він не тільки режисирував, а й написав для нього сценарій. Сценарій цього фільму ґрунтувався на повісті, яку написав Крістофер Брем. За цей сценарій Кондон здобув премію «Оскар». Він також номінувався на цей приз за картину, що отримала в 2002 році премію «Оскар» — «Чикаго» — екранізацію мюзиклу «Чикаго».
2004 року він написав сценарій і зняв фільм «Кінсі», документальне оповідання про життя і роботу суперечливої особистості — одного з перших дослідників людської сексуальності Альфреда Кінсі. Фільм знімався 35 днів і охопив період 15-річних досліджень Кінсі.
Відкритий гей, активіст ЛГБТ-руху. У 2005 році його діяльність була удостоєна Призу імені Стівена Ф. Колзака від організації GLAAD. Цей приз «присуджують лесбійкам, геям, бісексуалам і трансгендерам в медіа-індустрії за видатний внесок в боротьбі з гомофобією».
У 2005 році Білл Кондон анонсував плани написати сценарій і зняти фільм, який би став екранізацією відомого бродвейського мюзиклу Dreamgirls, що описує кар'єру музичного гурту The Supremes. У лютому—квітні 2006 року стрічка «Дівчата мрії» фільмувалась у студії CBS в Лос-Анджелесі. Серед акторів фільму — Джеймі Фокс, Едді Мерфі, Дженіфер Хадсон, Аніка Ноні Роуз і Денні Гловер. Екранізація була випущена у грудні 2006 року.
У 2011—2012 роках поставив провальні в пресі, але касово успішні заключні частини романтичної саги «Сутінки». У 2013 році створив біографічний трилер «П'ята влада», у 2015 році — детектив «Містер Холмс».
У 2017 році здійснив ігрову адаптацію класичного мультфільму Walt Disney Pictures «Красуня і чудовисько». У 2019 році зрежисував кримінальний трилер «Ідеальна брехня».
У 2025 році повернувся до жанру мюзикл у драмі «Поцілунок жінки-павука», адаптації однойменного бродвейського мюзиклу.

## Фільмографія
- 1995 — Кендімен 2: Прощання з плоттю / Candyman: Farewell to the Flesh
- 1998 — Боги і монстри / Gods and Monsters
- 2002 — Чикаго / Chicago (автор сценарію)
- 2004 — Кінсі / Kinsey
- 2006 — Дівчата мрії / Dreamgirls
- 2011 — Сутінки Сага: Світанок — Частина 1 / Twilight Saga: Breaking Dawn — Part 1
- 2012 — Сутінки Сага: Світанок — Частина 2 / The Twilight Saga: Breaking Dawn — Part 2
- 2013 — П'ята влада / The Fifth Estate
- 2015 — Містер Холмс / Mr. Holmes
- 2017 — Красуня і Чудовисько / Beauty and the Beast
- 2019 — Ідеальна брехня / The Good Liar
- 2025 — Поцілунок жінки-павука / Kiss of the Spider-Woman